# 다마토-케네디법
다마토-케네디법(D'Amato-Kennedy Act)은 이란과 리비아의 에너지산업에 연간 4천만 달러 이상을 투자하는 외국기업에 대해 미국이 1천만 달러 이상의 대출을 금지하는 등의 제재를 가한다는 내용의 법률이다. 이란·리비아 제재법(Iran and Libya Sanctions Act)이라고도 한다.
1996년 8월 미국이 이란과 리비아를 테러 지원국으로 분류하고 이들 국가의 원유와 가스 개발 투자를 금지하는 이 법안을 발표하면서 대(對) 이란 경제 제재를 시작했다. 다마토법과 같이 미국이 일방적으로 불이익을 주는 법으로는 쿠바의 헬름스-버튼법이 있다.